# Petropomatinae
De Petropomatinae zijn een onderfamilie van uitgestorven weekdieren uit de klasse van de Gastropoda (slakken). Exemplaren van deze onderfamilie zijn slechts als fossiel bekend.